# سرباز زنجیر شده
سرباز زنجیر شده (به انگلیسی: Chained Soldier) شناخته شده در ژاپن تحت نام ماتو سئیهیی نو سوریبو (ژاپنی: 魔都精兵のスレイブ هپبورن: Mato Seihei no Sureibu, «بردهٔ نیروهای نخبه جادویی پایتخت»)، یک مجموعه مانگا ژاپنی به قلم تاکاهیرو و مصورسازی شده توسط یوهه‌ای تاکه‌مورا است. این مجموعه توسط انتشارات شوئیشا از ژانویه ۲۰۱۹، در مجلهٔ بستر آنلاین شونن جامپ+ در حال چاپ است. تا ۴ ژوئیه ۲۰۲۴، فصل‌های آن در شانزده جلد تانکوبون جمع‌آوری شده‌اند. بر پایه نسخه مانگا، یک مجموعه تلویزیونی انیمه نیز توسط استودیوی سون آرکس و کارگردانی جونچی نیشیمورا در ژاپن دستمایه اقتباس قرار گرفت که از ژانویه تا مارس ۲۰۲۴ در ای‌تی-ایکس و چندین شبکهٔ دیگر پخش شد. فصل دوم مجموعه تلویزیونی انیمه در ۲۳ مارس ۲۰۲۴، دو روز پس از پخش قسمت آخر اعلام شد.

## داستان
در سراسر جهان دروازه‌هایی به بُعد دیگری به نام ماتو باز می‌شوند، جایی که هیولاهایی به نام شوکی شروع به حمله به ساکنین زمین می‌کنند. در داخل این درگاه‌ها منبعی تحت نام «پیچ» وجود دارد که وقتی توسط زنان مصرف شود، آن‌ها را صاحب قدرت‌های فراطبیعی می‌کند که این مسئله منجر به ایجاد جامعه‌ای زن سالاری می‌شود. در یکی از روزها، یوکی واکورا، پسری که به تازگی از مدرسه متوسطه فارغ‌التحصیل شده است به‌طور ناگهانی با یکی از دروازه‌ها برخورد می‌کند و با کیوکا اوزن، فرمانده جوخهٔ هفتم نیروی دفاعی شیاطین مواجه می‌شود. کیوکا این توانایی را دارد که هیولاهای شوکی را به بردگی بکشد و با سوار شدن بر آن‌ها به جنگ بپردازد. در حین یکی از نبردها کیوکا توسط تعداد زیادی شوکی در گوشه‌ای گرفتار می‌شود، و از یوکی درخواست می‌کند که آیا می‌تواند او را هم به بردگی درآورد. او رضایت می‌دهد و به بردهٔ کیوکا تبدیل می‌شود و با کمک یکدیگر شوکی‌ها را شکست می‌دهند. با این حال، کیوکا متوجه می‌شود در ازای استفاده از بدن او، باید به او پاداش مناسبی بدهد که اغلب ماهیت جنسی دارد. یوکی در حالی که با شوکی‌ها مبارزه می‌کند و به دنبال کشف رمز و راز ماتو است، تصمیم می‌گیرد به جوخهٔ کیوکا بپیوندد و از رؤیای او برای تبدیل شدن به فرمانده‌ای عالی‌رتبه حمایت کند.